# トンゲレン

トンゲレンの旗

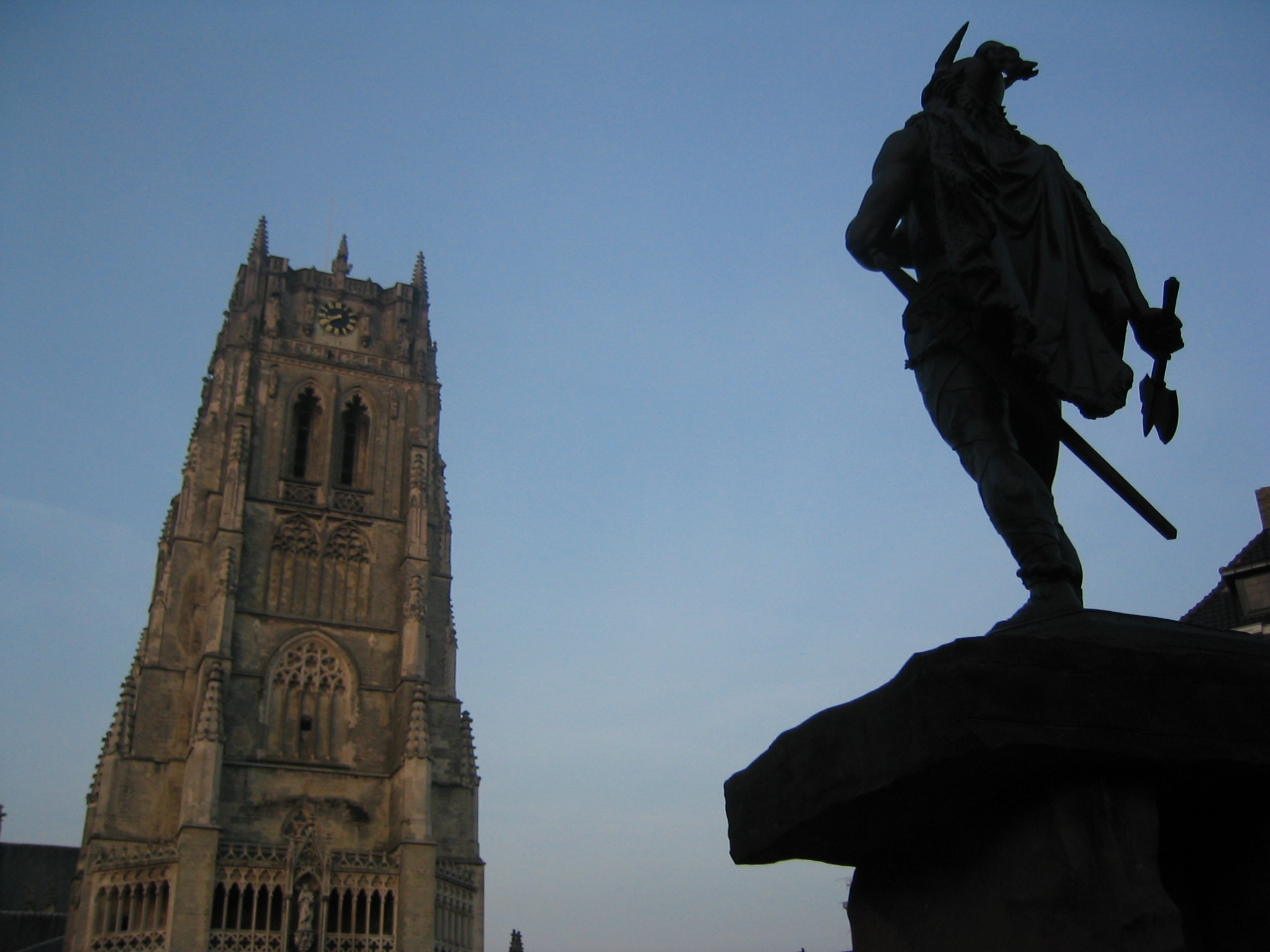
聖母大聖堂とアンビオリクスの銅像

トンゲレン（オランダ語: Tongeren [ˈtɔŋərə(n)] ( 音声ファイル); ドイツ語: Tongern [ˈtɔŋɐn]; リンブルフ語: Tóngere [ˈtʊŋəʀə]）、トングル（フランス語: Tongres [tɔ̃ɡʁ]）は、ベルギー王国フランデレン地域リンブルフ州の都市。リエージュの北西19kmに位置する。ベルギー国内ではトゥルネーと並んで最も歴史の古い街の一つでもある。
その歴史は2,000年以上に及び、古代ローマ時代に開かれたアトゥアトゥカ・トゥングロルム（ラテン語: Atuatuca Tungrorum）に遡る。紀元前54年冬に、エブロネス族の族長アンビオリクスがユリウス・カエサル配下のローマ軍を急襲して、軍の指揮を任されていたクィントゥス・ティトゥリウス・サビヌスらを敗死させた地としても知られている。その後ローマのガリア・ベルギカ属州へ、1世紀からは低地ゲルマニア属州へと編入された。